# Estación de Port-la-Nouvelle
La estación de Port-la-Nouvelle es una estación ferroviaria francesa de la línea Narbona - Portbou, situada en la comuna de Port-la-Nouvelle, en el departamento de Aude, en la región de Languedoc-Rosellón. Por ella transitan únicamente trenes regionales.  

## Situación ferroviaria
La estación se sitúa en el PK 425,125 de la línea férrea Narbona - Portbou entre las lagunas de Leucate y Bages-Sigean dando lugar a un trazado muy peculiar en el cual las vías parecen cruzar en medio de las aguas.  

## Historia
La estación fue inaugurada el 20 de febrero de 1858 por la Compañía de Ferrocarriles del Mediodía con el nombre de estación de la Nouvelle.  Poco después fue renombrada a su nombre actual por las autoridades locales para potenciar un balneario local. La compañía que disponía de la concesión inicial fue absorbida por la Compañía de Ferrocarriles de París a Orléans en 1935 dando lugar a la Compañía PO-Mediodía. Dos años después, la explotación pasó a manos de la SNCF.

## La estación
La estación posee dos andenes, uno central y otro lateral y tres vías principales que se completan con más vías de servicio. Una pasarela facilita el cambio de andenes. El edificio para viajeros está abierto sin interrupción y dispone de taquillas y máquinas expendedoras de billetes. 

## Servicios ferroviarios

### Regionales
Los TER cubren los siguientes trayectos:
- Línea Toulouse ↔ Cerbère
- Línea Narbona / Nîmes / Aviñón ↔ Cerbère